# Una Troubridge
Pour les articles homonymes, voir Troubridge.
Una Vincenzo, Lady Troubridge (née Margot Elena Gertrude Taylor le 8 mars 1887 – 24 septembre 1963) est une sculptrice et traductrice britannique. Elle a été la compagne de Marguerite « John » Radclyffe Hall durant 28 ans. Elle a aussi traduit les œuvres de Colette en anglais, et réalisé une sculpture de Vaslav Nijinski.

## Biographie
Élevée dans une famille des classes moyennes supérieures, elle s'intéresse très tôt à l'art. Sa famille la surnomme « Una », et elle choisit elle-même son deuxième prénom, « Vincenzo », d'après des amis de Florence.
Elle épouse l'amiral Ernest Troubridge en 1908, dont elle a une fille, Andrea. Elle obtient le titre de Lady lorsque son mari est anobli en 1919, bien après leur séparation.
Radclyffe Hall et Una Troubridge se rencontrent en 1915, alors que Hall a une liaison avec Mabel Batten, une cousine de Troubridge. Mabel Batten meurt en 1916, et le couple en garde un sentiment de culpabilité qu'elles tentent de racheter par des séances de spiritisme.
Una Troubridge parle longuement de sa relation avec « John » Radclyffe Hall dans son journal intime, écrivant qu'elle ne peut imaginer la vie sans elle. Romaine Brooks fit le portait d'Una Troubridge posant avec deux teckels noirs offerts par Radclyffe Hall. Elle s'habillait de façon masculine comme Hall, puis de façon plus féminine, complémentaire de l'habillement masculin de sa compagne. Après la mort de cette dernière, Una Troubridge porta les vêtements de la défunte.